# Pedro Pasculli
Pedro Pablo Pasculli (* 17. Mai 1960 in Santa Fe) ist ein ehemaliger argentinischer Fußballspieler.

## Karriere

### Vereinskarriere
Pedro Pasculli begann mit dem Fußballspielen bei CA Colón in seiner Heimatstadt Santa Fe, in der er 1960 geboren wurde. 1977 wurde er in die Profimannschaft des Vereins aufgenommen und spielte fortan bis ins Jahr 1980 bei Colón und machte in dieser Zeit 24 Ligaspiele für den Verein. 1980 wurde er von den Argentinos Juniors aus Buenos Aires verpflichtet. Mit den Argentinos Juniors, wo er unter anderem zusammen spielte mit anderen argentinischen Fußballgrößen der damaligen Zeit wie etwa Jorge Olguín, Sergio Batista oder Claudio Borghi, gewann Pasculli, der auf der Position eines Angreifers agierte, zweimal die argentinische Fußballmeisterschaft. Im Metropolitano-Wettbewerb 1984 wurde man Erster mit einem Punkt vor Ferro Carril Oeste, ein Jahr später im Nacional durch einen Finalsieg gegen Vélez Sársfield. Dadurch war man auch startberechtigt für die Copa Libertadores, die die Juniors 1985 durch einen Finalsieg gegen América de Cali gewannen. Zu diesem Zeitpunkt weilte Pedro Pasculli jedoch schon nicht mehr in Buenos Aires, er wechselte im Sommer 1985 noch vor dem Libertadores-Endspiel nach Italien zum US Lecce. Mit dem Erstligaaufsteiger aus Apulien stieg er gleich in seiner ersten Saison in die Serie B ab und verbrachte in der Folge zwei Jahre in Italiens zweiter Liga, hielt Lecce aber die Treue. Nach dem Wiederaufstieg 1987/88 konnte man in der Serie A 1988/89 den Klassenerhalt erreichen und wurde Neunter. Auch die Saison 1989/90 verlief für Pasculli und Lecce erfolgreich, man wurde Vierzehnter und blieb weiter erstklassig. 1990/91 erfolgte dann der Abstieg in die Serie B und nach dem verpassten Wiederaufstieg 1992 verließ Pasculli Lecce nach sieben Spielzeiten und 214 Spielen im Ligabetrieb sowie 54 erzielten Toren, um sich den Newell’s Old Boys aus Rosario in Argentinien anzuschließen. Nach einem Jahr dort spielte er in den folgenden zwei Jahren noch in Japan und Italiens Amateurbereich. 1996 beendete Pasculli seine aktive Karriere.
Heute lebt er in Salento in Italiens Süden und hat bereits einige lokale Mannschaften sowie unter anderem die Nationalmannschaft von Uganda und Dinamo Tirana gecoacht.

### Nationalmannschaft
Zwischen 1984 und 1987 machte Pedro Pasculli insgesamt 20 Länderspiele für die argentinische Fußballnationalmannschaft, in denen ihm fünf Torerfolge gelangen. Von Nationalcoach Carlos Bilardo wurde er ins Aufgebot der Südamerikaner für die Fußball-Weltmeisterschaft 1986 in Mexiko berufen. Bei dem Turnier setzte ihn Bilardo zweimal ein. Im Vorrundenspiel gegen Südkorea (3:1) spielte er die ersten 73 Minuten der Partie und wurde dann ausgewechselt, für ihn kam Carlos Tapia. Seinen zweiten Einsatz hatte Pasculli im Achtelfinale gegen Uruguay (1:0), wo er über die gesamte Spielzeit im Angriff der argentinischen Mannschaft neben Óscar Ruggeri agierte. In der 42. Spielminute erzielte Pasculli in diesem Spiel auch das entscheidende Tor für Argentinien. Dennoch wurde er im weiteren Turnierverlauf nicht weiter berücksichtigt. Seine Mannschaft indes kam bis ins Endspiel, wo Deutschland mit 3:2 besiegt wurde.

## Erfolge
- 1984 Argentinische Meisterschaft (Metropolitano) mit Argentinos Juniors
- 1985 Argentinische Meisterschaft (Nacional) mit Argentinos Juniors
- 1986 Weltmeister mit Argentinien